# اسماعیل مورابیت
اسماعیل مورابیت (انگلیسی: Smail Morabit؛ زادهٔ ۵ ژوئیهٔ ۱۹۸۸) بازیکن فوتبال اهل فرانسه است.
از باشگاه‌هایی که در آن بازی کرده‌است می‌توان به باشگاه فوتبال هایدنهایم، باشگاه فوتبال قوت-وایس ارفورت، باشگاه فوتبال آینتراخت برانشوایگ، و باشگاه فوتبال بوخوم اشاره کرد.